# Narrateur
Pour les articles homonymes, voir Narrateur (homonymie).
 (Février 2023).

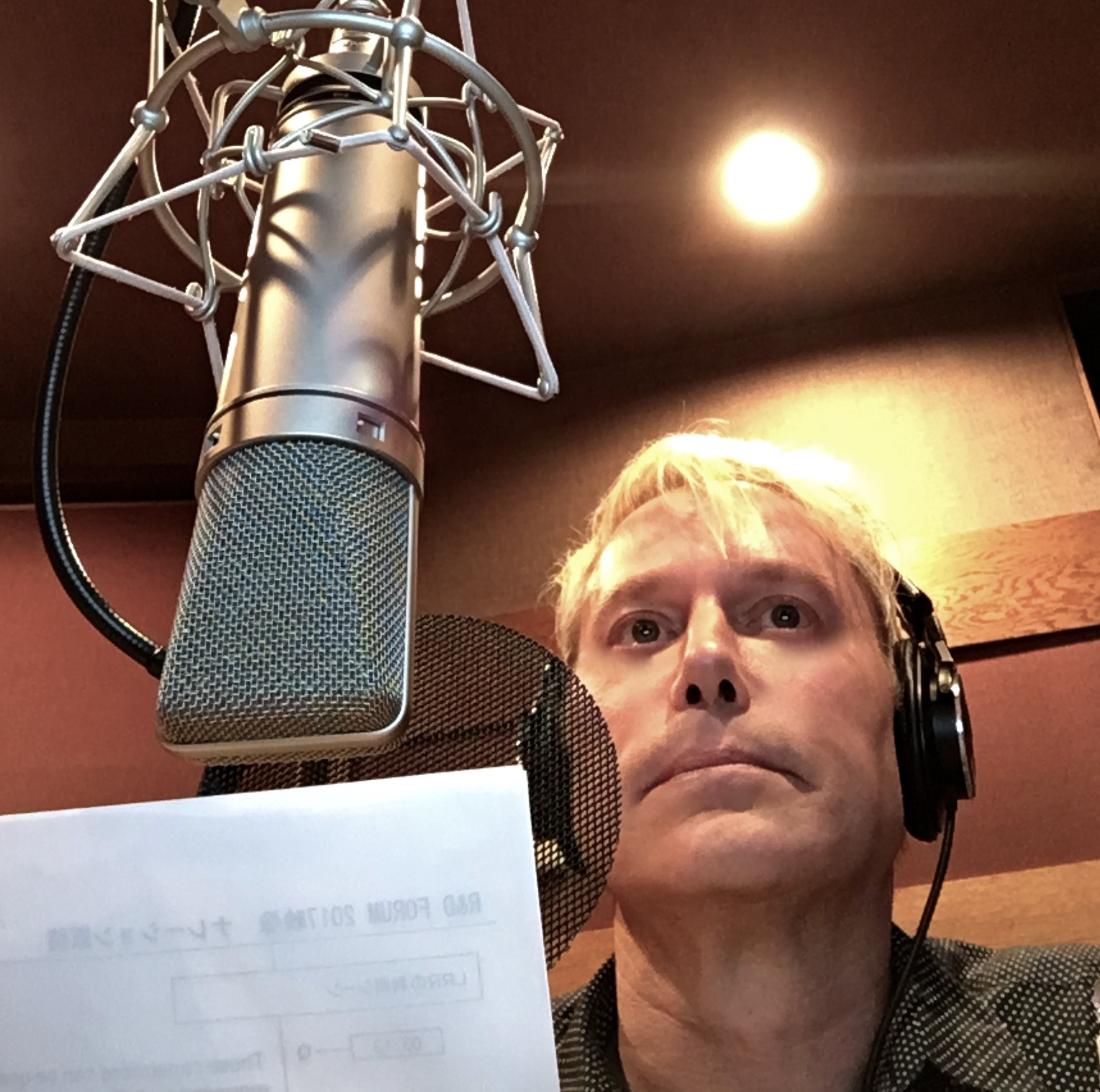
Brian Matt Uhl narre la série Super Monkey Ball de Sega.

Dans un récit, le narrateur ou la narratrice est l'entité qui se charge de la narration, c'est-à-dire l'énonciation ou la rédaction du récit. Dans la narratologie classique, le narrateur peut être un personnage (on parle alors de « récit à la première personne ») ou être extérieur à l'histoire racontée, c'est-à-dire une simple instance, un double fictionnel de l'auteur (on a alors affaire à un « récit à la troisième personne »).

## Histoire du concept de narrateur
Historiquement, la notion de narrateur permet d'abord de décrire le cas des romans racontés par un personnage, à la première personne (le personnage dit « je »). Ce concept est progressivement étendu, notamment par des écrivains réalistes au XIXe siècle, qui insistent sur la nécessité de distinguer l'auteur et le narrateur, même dans le cas de récits à la troisième personne. Balzac écrit ainsi dans la préface du Lys dans la vallée : « Beaucoup de personnes se donnent encore aujourd'hui le ridicule de rendre un écrivain complice des sentiments qu'il attribue à ses personnages ; et, s'il emploie le je, presque toutes sont tentées de le confondre avec le narrateur. »
Ce nouveau concept de narrateur est formalisé par la narratologie classique, et en particulier par Gérard Genette qui propose une typologie très souvent reprise dans l'enseignement secondaire et supérieur en France. Pour la narratologie classique, le concept de narrateur correspond à une création fictionnelle de l'auteur, une instance fictive, et il y a ainsi une continuité entre le narrateur-personnage et le narrateur dit « à la troisième personne », qui fondamentalement pour Genette, reste un narrateur à la première personne.
Dans la théorie du narrateur de Genette, puisque le narrateur est responsable de l'acte de production du récit, il est par conséquent responsable de tous les choix techniques impliqués : ordre des événements, choix du point de vue, etc.

## Typologie chez Gérard Genette
À la suite de Gérard Genette dans Figures III, on distingue souvent différents types de narrateurs en fonction de leur relation à l'histoire racontée. Genette propose pour cela deux oppositions :
- Niveau narratif: extradiégétique / intradiégétique. Cette distinction permet de rendre compte des cas d'enchâssement des récits (lorsqu'un personnage dont on racontait l'histoire prend la parole et commence à raconter une autre histoire). Le narrateur (qui produit un récit) fait-il lui-même l'objet d'un récit ?
  - Le narrateur extradiégétique est un narrateur de premier niveau, qui ne fait pas l'objet d'un récit (c'est le cas d'Homère racontant les aventures d'Ulysse dans L'Odyssée, ou encore du narrateur du Dernier jour d'un condamné). Certains critiques de Genette relèvent une contradiction dans le fait de nommer « Homère » le narrateur de L'Odyssée, puisque Genette entend au contraire distinguer narrateur et auteur.
  - Le narrateur intradiégétique en revanche est un « individu raconté ». C'est typiquement un personnage de récit qui se met à raconter un récit enchâssé. Shéhérazade dans les Mille et une nuits est l'exemple donné par Genette.

- Relation à la diégèse (à l'histoire) : hétérodiégétique / homodiégétique. Ce qui est visé ici, c'est l'appartenance du narrateur au monde du récit qu'il narre, l'univers spatio-temporel de l'histoire.
  - Le narrateur hétérodiégétique n'est pas présent dans l'univers spatio-temporel de l'histoire qu'il raconte ; il est absent de la diégèse. Ainsi, Shéhérazade n'apparaît jamais dans la distribution des récits qu'elle fait, et de ce fait, elle est une narratrice hétérodiégétique. Genette utilise ce terme pour tous les narrateurs de « récits à la troisième personne ».
  - Le narrateur homodiégétique est présent comme personnage (principal ou secondaire) dans l'univers spatio-temporel de l'histoire qu'il raconte. Ainsi, Ulysse raconte plusieurs fois au cours de l'Odyssée ses tribulations antérieures, sous la forme de récits où il a le premier rôle. Il est donc narrateur homodiégétique.
    - Si ce narrateur est le héros de son récit, il peut aussi être appelé narrateur autodiégétique. Holden Caulfield est ainsi le narrateur autodiégétique de L'Attrape-cœurs.
    - Il peut aussi être un simple témoin de l'histoire, comme Watson dans Sherlock Holmes.

## Typologie simplifiée

### Point de vue narratif
La narration peut se faire selon plusieurs points de vue :
- la focalisation interne où le narrateur découvre la scène comme s'il la vivait à la place du personnage ;
- la focalisation externe où le narrateur voit la scène de l'extérieur et n'a pas accès à la subjectivité des personnages. Il ne connaît pas le passé du personnage (au il/elle, mais on reste centré sur les actions du personnage principal, on n'a accès à aucune analepse (flashback) ou scène montrant les actions d'alliés ou d'opposants du personnage principal) ;
- le point de vue omniscient (aussi appelé focalisation zéro) où le narrateur est au courant de tout ce qui se passe et de l'ensemble des personnages présents et de leurs pensées et actions.

### Statut du narrateur
Le narrateur peut adopter 2 statuts :

#### Statut externe
Le statut externe est caractérisé par l'emploi de la 3e personne, il implique un narrateur externe à l'histoire. On distingue deux types de statut externe :
- le statut externe et objectif (neutre), où le narrateur est extérieur à l'histoire et ne fait aucun commentaire personnel pendant sa narration ;
- le statut externe et subjectif (impliqué), où le narrateur est extérieur à l'histoire mais intervient au cours du récit par des commentaires personnels.

#### Statut interne
Le statut interne est caractérisé par l'emploi de la première personne, il implique un personnage narrateur interne à l'histoire. On l'appelle narrateur-personnage.
Le fait que le narrateur interne soit un personnage du récit n'implique pas forcément que la narration se fasse à la première personne (exemple : dans Pierre et Jean de Maupassant, la narration décrit la vision que Pierre a des hommes et des femmes sur la plage de Trouville ; le point de vue est celui de Pierre, personnage, donc interne, mais tout est narré à la troisième personne). Par conséquent, lorsque le narrateur est extérieur à l'histoire mais qu'il adopte un point de vue interne, c'est comme s'il « entrait » dans la tête du personnage.

### Type de narrateur
Le narrateur d'un récit (ou d'une partie d'un récit) est également classé selon deux grands types :
- le narrateur véridique ;
- le narrateur incertain.

#### Narrateur véridique
Le narrateur véridique (alias narrateur fiable) : qu'il soit omniscient, interne, ou externe, on peut suivre son récit sans le remettre en question. C'est le type le plus courant, présupposé par défaut.
Avec un narrateur véridique, le lecteur se retrouve donc dans l'histoire comme s'il la voyait ou la vivait, et il peut oublier la couche narrative : il en résulte une lecture traditionnelle passive, qualifiée par la « suspension consentie de l'incrédulité » de Coleridge ; la majorité des œuvres appartiennent à ce type.

#### Narrateur non fiable
Le narrateur non fiable (alias narrateur douteux, narrateur incertain), notion créée en anglais sous le nom de unreliable narrator : interne ou externe, sa crédibilité est jugée compromise pour diverses raisons et on est amené à mettre en doute tout ou partie de son récit ; ce peut être d'emblée (le ton du narrateur semble dissimulateur, paranoïaque, ignorant, etc.), petit à petit (le lecteur constate que le narrateur se contredit, dissimule, évoque des choses improbables ou hallucinatoires, etc.), ou à la fin du récit (le narrateur se révèle avoir tout inventé, être un fou dans un asile, se réveiller d'un rêve, etc.). Bien que ce type puisse théoriquement concerner tout récit non omniscient ou tout personnage menteur, il n'est appliqué qu'aux histoires combinant deux critères : (1) on a des raisons objectives de ne plus pouvoir se fier aveuglément au narrateur ; (2) cela joue un rôle déterminant dans la lecture et les interprétations de l'œuvre.

## Histoire, discours et personne grammaticale
Les deux oppositions proposées par Genette engagent la notion de personne grammaticale, un peu floue lorsqu'elle est appliquée au récit : pour Genette, qui s'inspire de l'interprétation par Tzvetan Todorov de la distinction faite par Benveniste entre énonciation historique et énonciation de discours, toute prise de parole implique nécessairement un locuteur, c'est-à-dire un individu qui assume le rôle du je, quand bien même le mot « je » ne serait pas utilisé dans le texte du récit. De ce point de vue, tout récit, parce qu'il est vraiment avant tout un discours, serait forcément à la première personne : il peut toujours intervenir en disant « je », même s'il ne le fait pas forcément, ce qui permet de rendre compte de ce qu'on appelait auparavant des « intrusions d'auteur » (toutes les expressions du type « notre héros », fréquentes par exemple chez Stendhal) dans des récits à la troisième personne.
C'est sur ce point que se cristallisent un certain nombre de critiques à l'égard de Genette, et plus généralement à l'égard de la narratologie classique: alors que pour Tzvetan Todorov et Gérard Genette, un récit est d'abord un discours particulier, qui peut ensuite impliquer des discours rapportés, Émile Benveniste distinguait deux modes d'énonciation distincts (l'énonciation historique utilise les temps du passé simple et de l'imparfait, alors que le discours utilisera plutôt des temps du présent et est marqué par des marques particulières, comme les pronoms personnels de l'interlocution — le je et le tu par exemple — ou des marqueurs de type ici ou maintenant). Benveniste semble réserver la notion de discours aux discours représentés dans un récit, et non au récit dans son ensemble.
Alors que la narratologie classique considère tout récit comme un discours, et qu'à partir de là, puisque tout discours suppose un locuteur, en déduisent que tout récit suppose un narrateur, d'autres théories concurrentes, reprenant l'idée d'une énonciation historique de Benveniste, suggèrent qu'il peut y avoir des récits sans narrateur (ces récits sont produits d'abord par leurs auteurs mais peuvent construire, dans le cas de récits à la première personne, des narrateurs), qui se racontent eux-mêmes. C'est le cas par exemple de Käte Hamburger dans Logique des genres littéraires, d'Ann Banfield (en) dans Unspeakable sentences ou encore de Sige-Yuki Kuroda.